# Wallbach (Zwitserland)

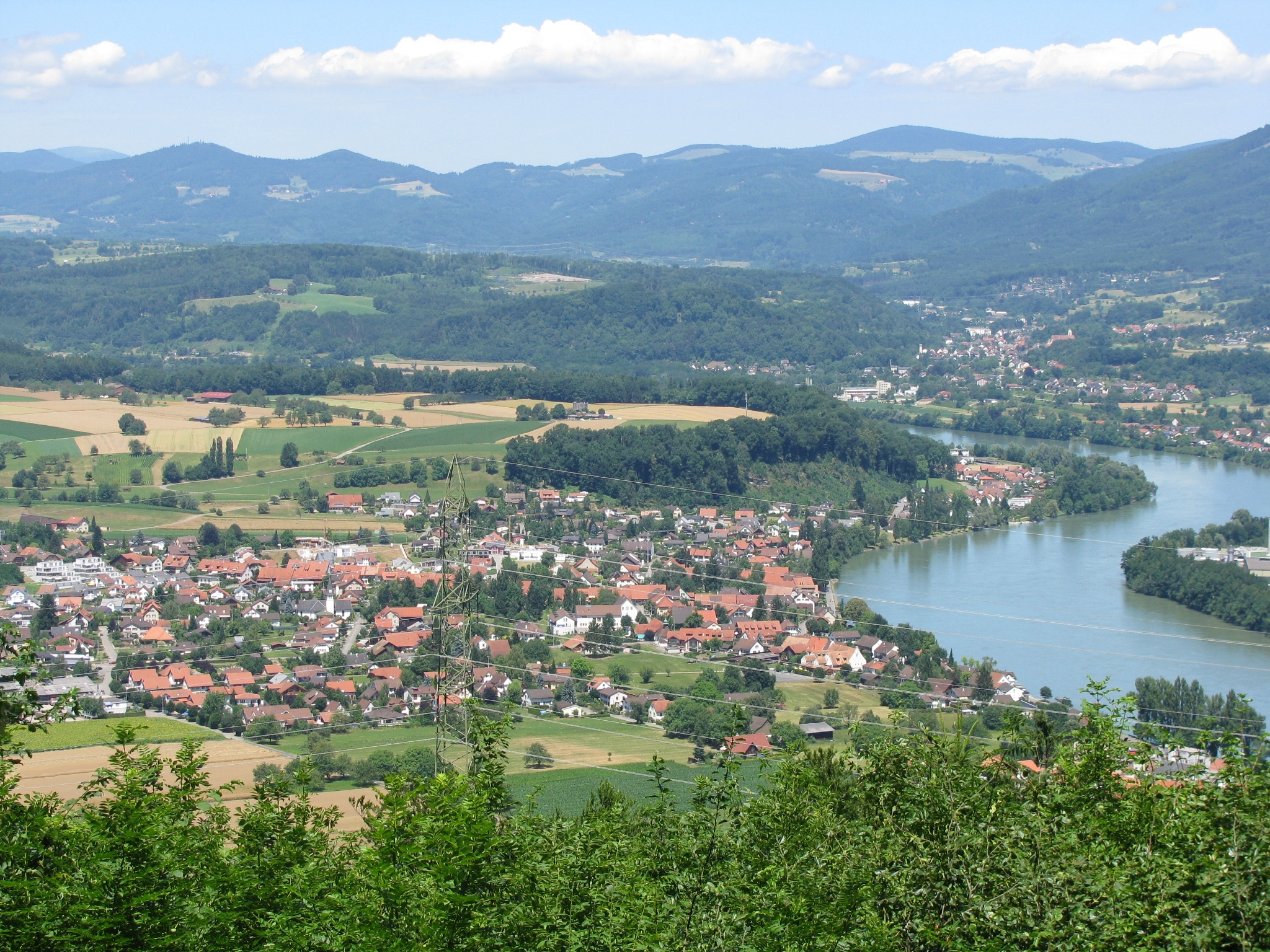
Wallbach

Wallbach is een gemeente en plaats in het Zwitserse kanton Aargau en maakt deel uit van het district Rheinfelden.
Wallbach telt 1.880 inwoners.